# 季赫湖
季赫湖（烏克蘭語：Тихе озеро），是烏克蘭的湖泊，位於該國北部切爾尼戈夫州，處於傑斯納河左岸，長2公里、寬0.8公里，面積1.6平方公里，該湖泊最大水深4米。